# カメラ・オペレーター
カメラ・オペレーター（英: Camera operator）は、映画でしばしばカメラマンを総括的に指す呼称である。しかし、規模の大きな製作においては、撮影監督あるいはシネマトグラファーの指示に従って働くカメラ・クルーの主要なメンバーである。
ビデオグラファー（映像作家、英: Videographer）とも呼ばれる。
オペレーターは、撮影中、カメラの物理的な操作およびカメラワークに責任を負う。そこには、ビュー・ファインダーを通して、映像がアングル、焦点、フレームの点で正しいかどうかを確認する仕事も含まれる。
規模の小さな製作では、カメラ・オペレーターと撮影監督を同一の人間が務める場合もある。規模の大きな製作に話を戻せば、製作規模が大きくなればなるほど、オペレーター自身、より多くの助手を抱えるようになる。その中には、フィルムを装填したり、フォーカスを合わせたりする仕事を担当する助手が含まれており、そうした仕事を引き受けるのが第1撮影監督助手である。

## 関連記事
- 撮影技師
- 映画スタッフ